# La Vierge à l'Enfant entre saint Georges et saint Jacques
La Vierge à l'Enfant entre saint Georges et saint Jacques est un triptyque peint par l'artiste italien Cima da Conegliano en 1511. Réalisé à la peinture à l'huile sur bois puis transposé sur toile, cet ensemble est composé d'un panneau central représentant une Madone et de panneaux latéraux figurant Georges de Lydda et Jacques de Zébédée. L'œuvre est conservée au musée des Beaux-Arts de Caen, en France.